# 漢學研究中心
漢學研究中心（英語：Center for Chinese Studies）為中華民國國家圖書館成立的漢學研究學術機構。前身為1981年成立的「漢學研究資料及服務中心」，主要進行蒐藏漢學資料、獎助國外漢學學者來臺研究、編印漢學研究論著、出版目錄索引、注意漢學研究動態、舉辦相關學術研討會並赴國外辦理相關書展等。2012年與各國重點大學或研究機構成立臺灣漢學資源中心（英語：Taiwan Resource Center for Chinese Studies，簡稱TRCCS）以加強進行臺灣漢學研究成果交流。

## 歷史
- 1979年6月，時任行政院院長孫運璿指示中華民國教育部加強漢學研究與國內外漢學學者學術交流。[1]
- 1980年，教育部指示國立中央圖書館（今國家圖書館）兼辦漢學研究相關業務。
- 1981年9月30日，正式成立「漢學研究資料及服務中心」。
- 1982年1月，《漢學研究通訊》創刊。
- 1983年4月，《臺灣地區漢學論著選目》年刊創刊。
- 1987年11月，更名為「漢學研究中心」。
- 2003年6月，「漢學研究中心典藏書刊目錄資料庫」正式上網提供查詢使用。
- 2006年1月，《漢學研究通訊電子報》月刊創刊。8月，「魏晉玄學研究論著目錄資料庫」建置完成。
- 2008年12月，「漢學中心出版品全文資料庫」建置完成。
- 2010年1月，國家圖書館與天主教耶穌會簽訂合作協議書，於本館設置「利瑪竇太平洋研究室」。 6月，出版《兩漢諸子研究論著目錄2002-2009》 。受中華民國外交部委託辦理「臺灣獎助金」，專辦該獎助金之行政及接待學人事宜。10月「獎助外籍學人資料庫」建置完成。
- 2011年1月，漢學研究通訊電子報建置漢學新書通報，加強提供漢學研究者漢學圖書之相關書訊。10月，成立「世界漢學學友會」，於政府在海外設置的「臺灣書院」內設立實體「漢學書房」。
- 2012年，開始在各國重點大學或研究機構成立臺灣漢學資源中心以加強進行臺灣漢學研究成果交流，並與各國漢學研究機構共同舉辦「臺灣漢學講座」。[2]
- 2013年1月，教育部訂定〈漢學研究中心指導委員會設置要點〉，並自1月1日生效。

## 組織
- 指導委員會：由教育部部長聘請相關學者13至17人（教育部終身教育司司長、國家圖書館館長為當然委員），由委員互選出一人為主任委員，任期二年。負責研訂中心重要政策方針並指導各項計畫進行。

行政部門
- 主任：由國家圖書館館長兼任
  - 副主任

- 資料服務組：原資料組，負責資料蒐藏、資料服務、學術、出版。
- 學術交流組：原聯絡組，負責行政聯絡與學術交流等事項。

## 臺灣漢學資源中心
亞洲大洋洲
- 日本 京都大學
- 日本 東京大學
- 首爾大學
- 延世大學
- 蒙古国 蒙古國立大學
- 越南 胡志明市國家大學
- 越南 胡志明市人文與社會科學大學
- 泰國 朱拉隆功大學
- 马来西亚 拉曼大學
- 马来西亚 馬來亞大學
- 俄羅斯 俄羅斯科學院東方研究所
- 以色列 特拉維夫大學
- 澳洲國立大學

美洲
- 加拿大 多倫多大學
- 美国 加州大學洛杉磯分校
- 美国 西雅圖華盛頓大學
- 美国 伊利諾大學香檳分校
- 美国 德州大學奧斯汀分校

歐洲
- 丹麦 哥本哈根大學北歐亞洲研究中心
- 荷蘭 萊頓大學
- 比利时 根特大學
- 法國 里昂第三大學
- 法國 法蘭西公學院
- 英国 牛津大學
- 英国 倫敦大學亞非學院
- 英国 愛丁堡大學
- 德国 巴伐利亞邦立圖書館
- 德国 萊比錫大學
- 匈牙利 匈牙利科學院圖書館
- 捷克 捷克科學院亞非研究所
- 波蘭 亞捷隆大學
- 波蘭 亞當密茨凱維奇大學（英语：Adam Mickiewicz University in Poznań）
- 立陶宛 維爾紐斯大學
- 拉脫維亞 拉脫維亞國家圖書館與拉脫維亞大學
- 斯洛維尼亞 盧比安納大學
- 義大利 威尼斯大學
- 義大利 羅馬大學

## 外部連結
- 漢學研究中心 （页面存档备份，存于）
- 臺灣漢學資源中心